# Écharcon
Écharcon là một xã ở tỉnh Essonne thuộc vùng Île-de-France miền bắc nước Pháp.
Theo điều tra dân số năm 1999, dân số xã này là 575 người. Ước tính dân số năm 2006 là 706.
Danh xưng cư dân địa phương Écharcon trong tiếng Pháp là Echarconnais.